# Cercemaggiore
Cercemaggiore là một đô thị ở tỉnh Campobasso trong vùng Molise thuộc nước Ý, có vị trí cách khoảng 12 km về phía đông nam của Campobasso. Tại thời điểm ngày 31 tháng 12 năm 2004, đô thị này có dân số 4.158 người và diện tích là 56.5 km².
Cercemaggiore giáp các đô thị: Castelpagano, Cercepiccola, Gildone, Jelsi, Mirabello Sannitico, Morcone, Riccia, Santa Croce del Sannio, Sepino.